# وندی شرمن
وندی روث شرمن (به انگلیسی: Wendy Ruth Sherman) (زادهٔ ۷ ژوئن ۱۹۴۹) یک استاد دانشگاه و دیپلمات آمریکایی است که از آوریل ۲۰۲۱ تا ژوئیه ۲۰۲۳ به‌عنوان ۲۱امین قائم‌مقام وزیر امور خارجه ایالات متحده آمریکا خدمت می‌کرد. او پیشتر از سال ۲۰۱۱ تا ۲۰۱۵، به عنوان معاون امور سیاسی وزیر امور خارجه ایالات متحده آمریکا فعالیت کرده‌است. شرمن در زمان ریاست‌جمهوری بیل کلینتون رئیس هیئت مذاکره‌کننده هسته‌ای با کرهٔ شمالی بوده‌است.
با کناره‌گیری ویلیام برنز از قائم‌مقامی وزارت خارجه آمریکا، گمان‌های جدی دربارهٔ احتمال نامزدی وندی شرمن برای این سمت مطرح شده بود. نیویورک‌تایمز و برخی رسانه‌های دیگر نوشتند که جان کری، وزیر خارجه آمریکا، ترجیح می‌داد وندی شرمن به این سمت برسد. اما نهایتاً باراک اوباما، رئیس‌جمهوری آمریکا، آنتونی بلینکن را برای این سمت پیش‌نهاد داد. در ۱۹ سپتامبر ۲۰۱۵ توماس شانون جانشین وی شد.
در ۱۶ ژانویه ۲۰۲۱، رئیس‌جمهور جو بایدن رسماً شرمن را برای خدمت به عنوان قائم مقام وزیر خارجه ایالات متحده تحت ریاست آنتونی بلینکن اعلام کرد. در ۱۱ مارس ۲۰۲۱، نامزدی وی از جانب کمیته روابط خارجی سنا طرح شد. نامزدی شرمن در ۱۳ آوریل ۲۰۲۱ با ۵۶ رای موافق و ۴۲ رای مخالف در مجلس سنا به تصویب رسید. وی اولین زن در آمریکا است که در این سمت قرار می‌گیرد.

## تحصیلات دانشگاهی
شرمن در سال ۱۹۷۱ مدرک کارشناسی جامعه‌شناسی و مطالعات شهری خود را از دانشگاه بوستون اخذ و در ۱۹۷۶ کارشناسی ارشد مددکاری اجتماعی را از دانشگاه مریلند دریافت کرد.

## اتهام ایرانی ستیزی
وندی شرمن از خانواده ای یهودی متولد شد (مذاکره‌کننده ارشد آمریکا در مذاکرات هسته‌ای گروه ۵+۱ با ایران) در جمع سناتورهای آمریکایی زمانی که مورد سؤال قرار می‌گیرد که چرا باید به حسن روحانی اعتماد کنید خطاب به سناتورها می‌گوید که من به کسانی که با آن‌ها در مذاکرات دور یک میز می‌نشینم اعتماد نمی‌کنم و اضافه می‌کند ما می‌دانیم که «فریبکاری بخشی از دی‌ان‌ای است». این جمله باعث تعبیر اهانت‌آمیز بودن از سوی برخی محافل در داخل ایران و آمریکا گردید. جراید آمریکا در واکنش به این گفته خواستار توضیحات شفاف و واضح از سوی وزارت امور خارجه آمریکا شدند. ماری هارف در پاسخ به آنان اظهار داشت «اگر منظورتان این است که ما گفته‌ایم که آقای روحانی از نظر وراثتی قابلیت راستگویی را ندارد در اشتباهید. برعکس ما خیلی از برخورد ایشان خرسندیم». همچنین در پرسشهای متعاقب خانم شرمن اظهار داشت که در مورد گفته او «سوءتفاهم پیش آمده‌است» و اینکه وجود این سوءتعبیر «نشان از بی‌اعتمادی طرفین به یکدیگر است».
این ماجرا در زمانی رخ داد که خانم شرمن تلاش در متوقف کردن تحریمهای جدید علیه ایران از سوی کنگره آمریکا داشت.

## زندگی شخصی
شرمن در خانواده یهودی نیویورک بزرگ شد و به عنوان یکی از یهودیان طرفدار اسرائیل شناخته می‌شود. او با Bruce Stokes روزنامه‌نگار از مرکز تحقیقات پیو ازدواج کرد.

## کناره‌گیری
مدتی پس از پایان مذاکرات هسته‌ای ایران، وندی شرمن اعلام کرد که در ماه اکتبر وزارت امور خارجه ایالات متحده آمریکا را ترک می‌کند، و برای تدریس راهی دانشگاه هاروارد می‌شود. ۱۸ سپتامبر ۲۰۱۵ کاخ سفید رسماً اعلام کرد که توماس شانون دوم اکتبر جانشین وندی شرمن در پست معاون سیاسی وزارت خارجه خواهد شد.

## آثار
خاطرات شرمن از سال‌هایی که در وزارت امور خارجه آمریکا مشغول به کار بوده‌است در کتابی با نام Not For The Faint of Heart: Lessons in Courage, Power and Persistence منتشر شده‌است. این کتاب در ایران با عنوان بدون هراس ترجمه شده‌است.